# Pingelly
Pingelly è una città situata nella regione di Wheatbelt, in Australia Occidentale; essa si trova 160 chilometri a sud-est di Perth ed è la sede della Contea di Pingelly. Al censimento del 2006 contava 814 abitanti.